# Nik Mršič
Nik Mršič (* 7. März 1996 in Maribor) ist ein slowenischer Fußballspieler.

## Karriere

### Verein
Mršič begann seine Karriere beim NK Pobrežje Gradis. 2010 wechselte er in die Jugend des NK Maribor, in der er eine Saison lang spielte. Zur Saison 2011/12 schloss er sich der Jugend des FC Koper an.
Im November 2014 stand er gegen den NK Rudar Velenje erstmals im Kader der Profis von Koper. Sein Debüt für diese in der 1. SNL gab er im selben Monat, als er am 18. Spieltag der Saison 2014/15 gegen den NK Maribor in der 89. Minute für Leo Štulac eingewechselt wurde. Im Juli 2015 stand er gegen den NK Domžale erstmals in der Startelf von Koper, wurde allerdings in der 41. Minute nach dem Erhalt einer zweiten Gelben Karte vom Platz gestellt.
Im August 2015 wurde Mršič an den Zweitligisten NK Ankaran verliehen. Für Ankaran absolvierte er in der Saison 2015/16 21 Spiele in der 2. SNL und erzielte dabei ein Tor.
Zur Saison 2016/17 verließ er Koper schließlich endgültig und schloss sich dem österreichischen Regionalligisten Deutschlandsberger SC an. In seiner ersten Saison für Deutschlandsberg kam er zu 21 Einsätzen in der Regionalliga Mitte und blieb dabei ohne Torerfolg. Sein erstes Tor für die Steirer erzielte er schließlich im Oktober 2017 bei einem 3:2-Sieg gegen den ATSV Stadl-Paura.
Im Dezember 2018 absolvierte Mršič ein Probetraining beim Zweitligisten SK Vorwärts Steyr.

### Nationalmannschaft
Mršič spielte im April 2011 erstmals für eine slowenische Jugendnationalauswahl. Insgesamt kam der Mittelfeldspieler zu 27 Einsätzen für die U-16-, U-17- und U-19-Auswahlen seines Landes.